# Аллен (Канзас)
Аллен (англ. Allen) — місто (англ. city) в США, в окрузі Лайон штату Канзас. Населення — 160 осіб (2020).

## Географія
Аллен розташований за координатами 38°39′18″ пн. ш. 96°10′11″ зх. д. / 38.65500° пн. ш. 96.16972° зх. д. (38.655126, -96.169678).  За даними Бюро перепису населення США в 2010 році місто мало площу 0,71 км², уся площа — суходіл.

## Демографія
Згідно з переписом 2010 року, у місті мешкало 177 осіб у 77 домогосподарствах у складі 46 родин. Густота населення становила 250 осіб/км².  Було 91 помешкання (129/км²).
Расовий склад населення:
| - 96,0 % — білих - 2,3 % — осіб інших рас |

До двох чи більше рас належало 1,7 %. Частка іспаномовних становила 4,0 % від усіх жителів.
За віковим діапазоном населення розподілялося таким чином: 26,0 % — особи молодші 18 років, 56,5 % — особи у віці 18—64 років, 17,5 % — особи у віці 65 років та старші. Медіана віку мешканця становила 42,4 року. На 100 осіб жіночої статі у місті припадало 113,3 чоловіків;  на 100 жінок у віці від 18 років та старших — 107,9 чоловіків також старших 18 років.
Середній дохід на одне домашнє господарство  становив 51 220 доларів США (медіана — 39 500), а середній дохід на одну сім'ю — 48 586 доларів (медіана — 31 667). За межею бідності перебувало 28,3 % осіб, у тому числі 46,9 % дітей у віці до 18 років та 8,7 % осіб у віці 65 років та старших.
Цивільне працевлаштоване населення становило 119 осіб. Основні галузі зайнятості: освіта, охорона здоров'я та соціальна допомога — 29,4 %, виробництво — 12,6 %, транспорт — 10,1 %, роздрібна торгівля — 9,2 %.